# Министерство полиции ЮАР
Министерство полиции ЮАР (англ. Department of Police) — министерство ЮАР, отвечающее за общественную безопасность и поддержание правопорядка. Во главе стоит министр полициb. До 1994 года было известно как Министерство правопорядка (англ. Ministry of Law and Order), в 1994—2009 годах — Министерство безопасности (англ. Minister of Safety and Security). С 2024 года главой министерства является Сензо Мчуну.
В ведении Министерства находятся Полиция ЮАР, Независимое управление по рассмотрению жалоб, Независимое управление полицейских расследований, Частный регулирующий орган безопасности промышленности (англ. Private Security Industry Regulatory Authority) и Гражданский секретариат полиции (англ. Civilian Secretariat for Police).